# Estação Estrecho
Estrecho é uma estação da Linha 1 do Metro de Madrid .

## História

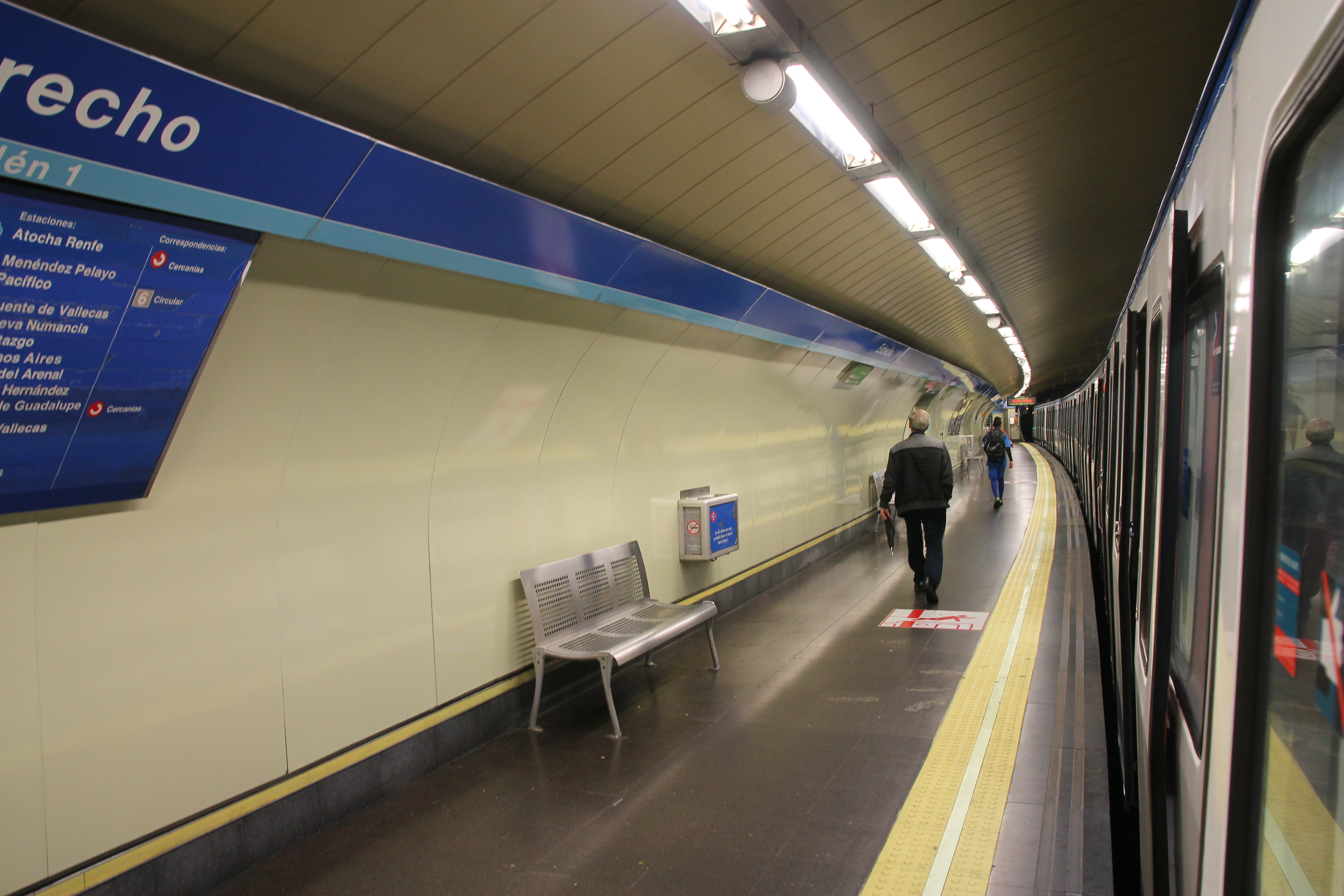
Plataforma de embarque.

A estação foi aberta ao público no dia 6 de março de 1929, na extensão da linha 1 até o então distrito de Tetuán de las Victorias. Ao longo dos anos 60, passou por uma reforma com a ampliação das plataformas de 60 para 90 m.

## Entradas
Acesso Juan de Olías
- Navarra C/ Bravo Murillo, 181 (esquina C/Navarra)
- Juan de Olías C/ Bravo Murillo, 172 (esquina C/Juan de Olías)

Acesso Fulgencio de Miguel
- Manuel Luna C/ Bravo Murillo, 194 (esquina C/Manuel Luna)
- Fulgencio de Miguel C/ Bravo Murillo, 205 (esquina C/Fulgencio de Miguel)